# Ecnomina zealandica
Ecnomina zealandica là một loài Trichoptera trong họ Ecnomidae. Chúng phân bố ở miền Australasia.